# Arena of Valor
Arena of Valor (chino: 傳說對決; pinyin: Chuánshuō Duìjué), anteriormente Realm of Valor y luego Strike of Kings, es una adaptación internacional de Wangzhe Rongyao (chino: 王者荣耀, variablemente conocido en traducciones no oficiales inglesas como Honor of Kings, King of Glory, Kings of Glory, Honor of King, o Honour of King), es un videojuego multijugador de arena de batalla en línea desarrollado por TiMi Studios y publicado por Level Infinite para iOS, Android y Nintendo Switch, para mercados fuera de China. Hasta septiembre de 2018, el juego ha obtenido ganancias sobre $US$140 millones fuera de China.

## Jugabilidad
Arena of Valor es un Videojuego multijugador de arena de batalla en línea (MOBA), en 3D, y con cámara en tercera-persona, para móvil. El juego tiene múltiples modos, con los principales tres siendo Grand Battle, Valley Skirmish y Abyssal Clash. Los jugadores compiten en estos enfrentamientos cuáles duran en alrededor de 12 - 18 minutos. El objetivo de los jugadores es destruir torretas en el mapa, para destruir el núcleo que estas protegen.
Los jugadores controlan personajes, conocidos como héroes, y cada uno de estos héroes tiene un conjunto único de habilidades. Estos héroes comienzan el juego con un nivel bajo y pueden suben de nivel de varias maneras: como matar criaturas que no sean jugadores, como esbirros o monstruos, derrotar a otros jugadores, destruir estructuras, lentamente a través del paso del tiempo en partida y a través de artículos especiales que se pueden comprar a través de la tienda. Estas acciones también aumentan el nivel de experiencia del jugador, haciéndolo más fuerte. Los artículos comprados no se transfieren entre partidas y por lo tanto, todos los jugadores están en igualdad de condiciones al comienzo de estas. 
Estas partidas dan recompensas a los jugadores, como oro, con el cual cuales pueden comprar una variedad de héroes, o arcana. Además de este, los jugadores pueden jugar una partida 'Competitiva', la cual les permite intentar avanzar en posiciones para ser emparejados con jugadores quiénes estén en su nivel de habilidad. Se ganan "Estrellas" al conseguir una victoria, y se pierden cuando pierde la partida.

### Tipos de héroes
Actualmente hay 106 héroes en Arena of Valor conocidos hasta el 12 de febrero de 2021. Arena of Valor divide a los héroes en numerosas categorías, cada uno de las cuales juega diferentes roles. La diferencia más notable es el tipo de daño que inflige un héroe: algunos héroes infligen daño físico, que puede ser contrarrestado por el valor de armadura, mientras que otros héroes infligen principalmente daño mágico, que es contrarrestado por el valor de resistencia mágica. Sin embargo, algunos héroes infligen ambos tipos de daño, y algunos héroes infligen daño 'Verdadero', que no puede ser contrarrestado ni por la armadura ni por la resistencia mágica. Todos los héroes se clasifican como una de las seis categorías, sin embargo, algunos héroes pueden superponerse y entrar en más de una categoría.

## Desarrollo y publicación.
Arena of Valor (anteriormente Strike of Kings ) es una adaptación internacional de Wangzhe Rongyao para los usuarios fuera de China. En 2015, Tencent le preguntaron a Riot Games si podrían convertir su exitoso juego League of Legends en un título para móviles. Sin embargo, Riot dio un paso atrás y dijo que la jugabilidad de League of Legends no podría ser replicada en los teléfonos inteligentes. Tencent entonces procedieron a crear su propio juego, conocido como Wangzhe Rongyao, en inglés como Honor of Kings  si hubiese sido traducido. Arena of Valor es desarrollado por Timi Studio Group y publicado por Tencent Games con el mismo motor gráfico y diseño de Wangzhe Rongyao, pero los personajes del juego fueron cambiados de personajes inspirados en folklore y la mitología china, a personajes inspirados en el folklore europeo y tomados del Universo de DC. La banda sonora de la versión internacional del juego está compuesta por un artista musical estadounidense llamado Matthew Carl Earl, dándole al juego una atmósfera diferente en comparación con su contra-parte original con instrumentos musicales chinos. 
Arena of Valor fue primeramente lanzado en Taiwán el 14 de octubre del 2016, seguido por un periodo de beta cerrada de dos semanas. En octubre del 2017, Arena of Valor fue lanzado en las Filipinas, Singapur y Malasia donde la mayoría de la comunidad está jugando juegos móviles. Garena Decidió combinar estos tres países en un servidor único. El juego fue liberado en algunas tiendas de aplicaciones europeas en agosto de 2017, y fue liberado en tiendas de aplicaciones de América del Norte y del Sur el 19 de diciembre del 2017.
El juego fue anunciado para llegar a Nintendo Switch durante el Nintendo Direct de septiembre de 2017. Una beta cerrada estaba disponible para la plataforma entre junio y julio de 2018, y los participantes recibieron una apariencia exclusiva para un héroe del juego. El juego fue confirmado para llegar a la plataforma el 25 de septiembre de 2018.

## Torneos Internacionales
Se han celebrado torneos de Arena of Valor en diversas regiones, como el Garena Challenger Series (GCS) en Taiwán, la RoV Pro League (RPL) en Tailandia, la Arena of Glory - Đấu trường Danh vọng (AOG) en Vietnam, la Arena of Valor Star League (ASL) en Indonesia, la Arena of Valor: Valor Cup (AVC) en Malasia, Singapur y Filipinas, la Arena of Valor: Valor Series (AVS) en Europa, Norteamérica y Latinoamérica, y la Arena of Valor Japan League (AJL) en Japón. Arena of Valor también cuenta con dos campeonatos mundiales anuales: el Arena of Valor International Championship (AIC) y la Arena of Valor World Cup (AWC). El AIC es un torneo en el que los equipos de todo el mundo compiten por ganancias y gloria para sus respectivas organizaciones deportivas electrónicas, mientras que el AWC es un torneo en el que los equipos compiten bajo sus banderas nacionales para representar a sus países.
La primera temporada del AIC se llevó a cabo en Corea del Sur del 23 al 26 de noviembre de 2017. Este torneo atrajo a más de 36,000,000 de espectadores en línea, superando récords de juegos móviles a nivel mundial y convirtiéndose en el estándar líder de los deportes electrónicos móviles. El juego se mantuvo en la cima de las clasificaciones de juegos móviles en Asia durante varios meses y también recibió el premio al Mejor Juego de 2017 de Google Play en Europa. La segunda temporada del AIC se celebró en Tailandia del 23 de noviembre al 16 de diciembre de 2018. El torneo aumentó el número de equipos participantes a 16, compitiendo por el título y una parte del premio total de 600,000 dólares estadounidenses (460,000 libras esterlinas). El tercer torneo del AIC también se celebró en Tailandia del 5 al 24 de noviembre de 2019. Este torneo incluyó una nueva competencia individual 1v1 en la que un jugador representaba a cada equipo y el ganador recibía un premio de 5,000 dólares estadounidenses.
La primera temporada de la AWC se celebró por primera vez en Los Ángeles, Estados Unidos, del 17 al 28 de julio de 2018. El premio total ascendió a 500,000 dólares estadounidenses, lo que convirtió a la AWC en uno de los torneos de deportes electrónicos móviles más grandes de la historia. En total, compitieron nueve regiones por los premios mayores, incluyendo Taiwán - Hong Kong - Macao, Tailandia, Vietnam, Malasia - Singapur - Filipinas, Indonesia, Corea del Sur, Norteamérica, Latinoamérica y Europa. Además, los organizadores del torneo seleccionaron tres equipos Wildcard para participar en la AWC.
La segunda temporada de la AWC se celebró en Đà Nẵng, Vietnam, del 27 de junio al 14 de julio de 2019, con un premio total de 500,000 dólares estadounidenses. Esta temporada marcó la primera vez que Japón participó en la AWC desde el lanzamiento de Arena of Valor en su servidor japonés el 30 de noviembre de 2018.
La tercera temporada de la AWC fue cancelada debido a la influencia de la pandemia de COVID-19, y fue reemplazada por un torneo único llamado Arena of Valor Premier League 2020 (APL 2020).

### En los Juegos Asiáticos 2018
Arena of Valor formó parte de los deportes electrónicos en los Juegos Asiáticos 2018 celebrados en Indonesia. Ocho países pudieron participar después de calificar en sus respectivas rondas clasificatorias, mientras que Indonesia tuvo la oportunidad de competir como país anfitrión. A diferencia de otros eventos de deportes electrónicos, no hubo clasificatorias para las regiones de Asia Central y Asia Occidental.

### En los Juegos del Sudeste Asiático 2019
Arena of Valor fue uno de los deportes electrónicos incluidos en la competición por medallas en los Juegos del Sudeste Asiático 2019.

### En los Juegos Asiáticos 2022
Arena of Valor se encuentra entre los ocho deportes electrónicos designados para competir por medallas en los Juegos Asiáticos 2022. Tencent eSports y TiMi eSports compartieron un anuncio el 5 de septiembre de 2021 confirmando el uso por primera vez de una versión combinada de Honor of Kings con Arena of Valor.

## Premios
Arena of Valor ganó el premio al "Mejor Sonido en un Juego Social/Casual" en la 15.ª edición de los Annual Game Audio Network Guild Awards, mientras que otra nominación suya fue en la categoría de "Mejor Instrumentación Original". También fue nominado en la categoría de "Banda Sonora Original - Juego Electrónico" en los Hollywood Music in Media Awards 2017, en los NAVGTR Awards en la categoría de "Banda Sonora Dramática Original, Nueva IP", en los Golden Joystick Awards 2018 en la categoría de "Mejor Juego Competitivo", y en los Gamers' Choice Awards en la categoría de "Juego Móvil Favorito de los Fanáticos". Arena of Valor: Flip the World ganó el premio en la categoría de "Canción/Puntuación - Juego Electrónico en Dispositivo Móvil" en la 9.ª edición de los Hollywood Music in Media Awards, mientras que Arena of Valor y Honor of Kings 2.0 fueron nominados en la misma categoría en la 10.ª edición de los Hollywood Music in Media Awards. El juego también fue nominado como "Mejor Juego Deportivo Móvil" en los Pocket Gamer Mobile Games Awards, mientras que Honor of Kings 2.0 ganó el premio al "Mejor Sonido en un Juego Casual" en la 18.ª edición de los Annual Game Audio Network Guild Awards, con otra nominación en la categoría de "Mejor Diseño de Sonido en un Juego Casual/Social".